# Jeffrey Satinover
Jeffrey Satinover (4 settembre 1947) è uno psichiatra e psicoterapeuta statunitense di metodo junghiano.
Docente di matematica e statistica al The King's College di New York, nel 1996 ha pubblicato il best seller dal titolo Homosexuality and the Politics of Truth.

## Biografia
Dopo aver completato il dottorato in fisica all'Università di Nizza nel 2008, fu nominato docente di matematica e statistica al The King's College di New York.
Ha acquisito una certa notorietà per i suoi libri sui codici della Bibbia, le neuroscienze e l'attivismo politico in tema di omosessualità e unioni civili. Nel 1998 la Comunione anglicana fece distribuire copie del suo libro Homosexuality and the Politics of Truth a tutti i vescovi della Conferenza di Lambeth.
La sua opera è stata frequentemente citata e criticata come una fonte a sostegno dell'idea che l'omosessualità sia mutevole. Satinover ha sostenuto anche la prassi ebraico-cristiana secondo la quale la sessualità deve essere dominata e assoggettata al controllo razionale delle passioni prima di poter essere esercitata e coltivata responsabilmente all'interno un matrimonio tra un uomo e una donna. Il Neopaganesimo e lo Gnosticismo moderni rifiutano queste restrizioni e incoraggiano molteplici formedi sessualità.
Di origine ebraica, sostiene di avere una visione del mondo eclettica.

### Vita privata
Nel 1982 si risposò dopo aver divorziato dalla precedente moglie dalla quale aveva avuto tre figli.

## Attività
Nel volume intitolato Homosexuality and the Politics of Truth paragona l'omosessualità ad altre forme di dipendenza (come l'alcolismo o la pedofilia), sostenendo che l'omosessualità reca con sé impulsi di tipo compulsivo. Egli afferma che l'omosessualità
(Jeffrey Satinover, Homosexuality and the Politics of Truth )
Il testo verte principalmente sulla questione se l'omosessualità abbia un'origine biologica e gentica, oppure se possa essere modificata. Circa il 20% delle pagine discute la sessualità umana dal punto di vista ebraico-cristiano. Nella prefazione Satinover afferma che "[alla fine] il dibattito sul comportamento omosessuale e sulle sue implicazioni per la politica pubblica può essere deciso in modo definitivo solo su basi morali, e le basi morali ind definitiva significheranno basi religiose".
Nel 1997 fu chiamato dallo Stato della Florida come testimone esperto nel caso Amer v. Johnson, che contestava il divieto nazionale di adozione da parte delle copie omosessuali. In modo sorprendente, egli dichiarò di non avere nulla da obiettare e nella coppia fossero stati presenti un uomo e una donna, ribadendo che un bambino ha necessità di un padre e di una madre. Inoltre, rifiutò di dichiarare che le coppie omosessuali fossero a priori dei cattivi genitori, come invece lo stato della Florida gli aveva chiesto di dire. Dopo anni di battaglie giudiziarie, il divieto fu infine dichiarato illegittimo nel 2010.
Egli ha inteso la diffusione dell'omosessualità come il prodotto di una "rivoluzione pagana" dell'età moderna e di un neolibertinismo diffuso, sostenendo l'importanza dell'ambiente nella determinazione dell'orientamento sessuale.
Le organizzazioni che si oppongono all'estensioni del diritti e delle tutele per la comunità LGBT spesso citano le sue opere all'interno dei loro position paper.

## Opere
- 1996, Feathers of the Skylark: Compulsion, Sin and Our Need for a Messiah
- 1996, The Empty Self: C. G. Jung & the Gnostic Transformation of Modern Identity. ISBN 0-9652945-1-X
- Homosexuality and the Politics of Truth, Baker Books (casa editrice evangelica), 1996
- 1997, The Truth Behind the Bible Code
- 1997, Cracking the Bible Code
- 2002, The Quantum Brain: The Search for Freedom and the Next Generation of Man.